# Dipus sagitta
Dipus sagitta је врста глодара из породице скочимиш (Dipodidae).

## Распрострањење
Ареал врсте покрива средњи број држава. Врста је присутна у Русији, Кини, Монголији, Казахстану, Ирану, Туркменистану, Узбекистану и Киргистану.

## Станиште
Станишта врсте су шуме, речни екосистеми, полупустиње и пустиње.

## Угроженост
Ова врста је наведена као последња брига, јер има широко распрострањење и честа је врста.